# T. J. Ward
Terrell Ray "T. J." Ward, Jr. (nacido el 12 de diciembre de 1986) es un exjugador profesional estadounidense de fútbol americano que jugó en la posición de safety en la National Football League (NFL).

## Carrera

### Cleveland Browns
Ward fue seleccionado por los Cleveland Browns en la segunda ronda (puesto 38) del draft de 2010.
Con los Browns Ward no ganó nada, pero fue incluido para jugar el Pro Bowl de 2014 por primera vez en su carrera.

### Denver Broncos
El 11 de marzo de 2014, Ward firmó un contrato de 4 años con los Broncos, con un valor de 23$ millones. El 24 de diciembre, Ward fue seleccionado por segunda vez consecutiva para el Pro Bowl de 2015.
Con los Broncos, Ward ha ganado 2 títulos de división consecutivos, un campeonato de la AFC y una Super Bowl (50) frente a los Carolina Panthers, donde consiguió 7 tackles, un pase cortado, una recuperación de fumble y una intercepción.
El 2 de septiembre de 2017, Ward fue cortado del plantel final de 53 hombres.

### Tampa Bay Buccaneers
Al día siguiente de ser cortado por los Broncos, el 3 de septiembre de 2017, Ward firmó un contrato de un año con los Tampa Bay Buccaneers.

### Arizona Cardinals
El 1 de octubre de 2020, Ward firmó con el equipo de prácticas de los Arizona Cardinals después de haber estado fuera del fútbol americano las dos temporadas anteriores. Fue puesto en libertad el 20 de octubre.
Ward anunció su retiro el 21 de abril de 2021.

## Estadísticas generales
|  | Seleccionado al Pro Bowl |

| Año   | Equipo | Juegos | Juegos | Tacleadas | Tacleadas | Tacleadas | Tacleadas | Intercepciones | Intercepciones | Intercepciones | Intercepciones | Intercepciones | Intercepciones | Balones sueltos | Balones sueltos | Balones sueltos | Balones sueltos |
| Año   | Equipo | GP     | GS     | Comb      | Total     | Ast       | Sck       | PDef           | Int            | Yds            | Avg            | Lng            | TDs            | FF              | FR              | Yds             | TDs             |
| ----- | ------ | ------ | ------ | --------- | --------- | --------- | --------- | -------------- | -------------- | -------------- | -------------- | -------------- | -------------- | --------------- | --------------- | --------------- | --------------- |
| 2010  | CLE    | 16     | 16     | 123       | 95        | 28        | 0.0       | 10             | 2              | 39             | 19.5           | 23             | 0              | 1               | 0               | --              | --              |
| 2011  | CLE    | 8      | 8      | 39        | 28        | 11        | 1.0       | 3              | --             | --             | --             | --             | --             | 1               | 0               | --              | --              |
| 2012  | CLE    | 14     | 14     | 68        | 50        | 18        | 1.0       | 4              | 1              | 37             | 37.0           | 37             | 0              | 3               | 0               | --              | --              |
| 2013  | CLE    | 16     | 16     | 112       | 75        | 37        | 1.5       | 5              | 2              | 57             | 28.5           | 44             | 1              | 0               | 1               | 51              | 1               |
| 2014  | DEN    | 15     | 15     | 74        | 60        | 14        | 2.0       | 5              | 2              | 55             | 27.5           | 37             | 0              | 0               | 0               | --              | --              |
| 2015  | DEN    | 12     | 12     | 61        | 50        | 11        | 2.0       | 6              | --             | --             | --             | --             | --             | 2               | 0               | --              | --              |
| 2016  | DEN    | 14     | 14     | 87        | 69        | 18        | 1.0       | 8              | 1              | 23             | 23.0           | 23             | 0              | 3               | 2               | 0               | 0               |
| 2017  | TB     | 12     | 4      | 43        | 31        | 12        | 0.0       | 3              | --             | --             | --             | --             | --             | 0               | 1               | 2               | 0               |
| Total | Total  | 107    | 99     | 607       | 458       | 149       | 8.5       | 44             | 8              | 211            | 26.4           | 44             | 1              | 10              | 4               | 53              | 1               |

Fuente: Pro-Football-Reference.com

## Vida personal
Ward es el hermano mayor del running back de los Atlanta Falcons Terron Ward, y primo del exjugador y también running back de los Jaguars y Raiders, Maurice Jones-Drew.